# Granma (provincie)
Granma je provincie Kuby. Jejím správním centrem je město Bayamo. Provincie má plochu 8 374,24 km² a přibližně 820 000 obyvatel. Sousedí s provinciemi Las Tunas a Santiago de Cuba a Holguín. Je pojmenována podle jachty Granma, na které se na zdejší pláži Las Coloradas vylodil Fidel Castro a další s cílem připravit povstání, které rozpoutalo Kubánskou revoluci.
V její jihovýchodní části se nachází pohoří Sierra Maestra, na západě je provincie ohraničená zálivem Guacanayabo. Nejzápadnějším bodem je mys Cabo Cruz. Rozkládají se zde národní parky Desembarco del Granma, Turquino a Pico Bayamesa. Severem provincie protéká nejdelší kubánská řeka Cauto.
Provincie se skládá z 13 municipalit:
- Río Cauto
- Cauto Cristo
- Jiguaní
- Bayamo
- Yara
- Manzanillo
- Campechuela
- Media Luna
- Niquero
- Pilón
- Bartolomé Masó
- Buey Arriba
- Guisa